# Kurt Svanström
Kurt Svanström (Göteborg, 25 marzo 1915 – Säffle, 16 gennaio 1996) è stato un calciatore svedese, di ruolo centrocampista.